# Ribeira do Adão (Guarda)
Ribeira do Adão era, em 1747, uma pequena ribeira portuguesa nos limites da freguesia do Marmeleiro, Bispado e Comarca da cidade da Guarda, Província da Beira. 
Tinha o seu princípio na quinta chamada do Monte de São Pedro, na freguesia do santo do mesmo nome. Nasce de uns lameirões ou juncais a que chamam Caravela, e vai morrer na Ribeira de Ade.